# 산업로 (부천시)
산업로(Saneop-ro)는 경기도 부천시 오정구 오정동에 있는 부천시의 도로로, 총 연장은 1.598km이다. 이름이 유래된 것은 오정지방산업단지라는 명칭을 활용하였기 때문이다.

## 역사
- 2009년 11월 12일 : 도로명으로 산업로를 고시

## 주요 경유지
- 부천시
  - 오정구
    - 오정동

## 접촉하는 도로
- 신흥로
- 봉오대로
- 오정로 (국도 제6호선, 국도 제77호선)

## 주요 건물 및 시설
- 대웅기연 (오정구 산업로 9/오정동 768-6)
- 삼익엔지니어링 공장 사옥 (오정구 산업로 11/오정동 768-7)
- 세정정밀 (오정구 산업로 12/오정동 773-2)
- 명성프라자 (오정구 산업로 18/오정동 773-4)
- 삼형공업사 (오정구 산업로 21/오정동 768-8)
- 태진정공 (오정구 산업로 23/오정동 768-9)
- 신원에스앤티 (오정구 산업로 27/오정동 768-10)
- 송정하이테크 (오정구 산업로 31/오정동 768-12)
- 카운텍 공장사옥 (오정구 산업로 78/오정동 739-2)
- 케이피엘밸브공업 (오정구 산업로 84/오정동 739-4)
- 오케이산업부천본사 (오정구 산업로 88/오정동 739-6)
- 동아정밀공업공장 (오정구 산업로 94/오정동 739-7)
- 솔하우스 (오정구 산업로 110/오정동 742-2)
- 캔들웍스 (오정구 산업로 124/오정동 744-2)
- 제이프라자 (오정구 산업로 126/오정동 744-3)